# パスト・マスターズ
『パスト・マスターズ』（Past Masters）は、イギリスのロックバンド、ビートルズの2枚組コンピレーション・アルバムで、英国盤公式オリジナル・アルバム全12作とアルバム『マジカル・ミステリー・ツアー』に収録されなかったシングル曲をCD化するために制作された。ビートルズによって編集されたものではないが、オリジナル・アルバム未収録曲を収集するためには必要なアルバムであることと、『ザ・ビートルズ1962年〜1966年』『ザ・ビートルズ1967年〜1970年』より早くリマスターされるなど、他のオリジナル・アルバムと同等の扱いを受けることが多々ある。

## リリース
最初は1988年3月7日にCDで『パスト・マスターズ Vol.1』（以下『1』）・『パスト・マスターズ Vol.2』（『2』）の別々のタイトルで同時発売された。1988年10月22日にこの2作を1作品にまとめた、『パスト・マスターズ』（Past Masters, Vol.1&2）というタイトルのアナログ盤（LP）が発売された。
2009年9月9日のオリジナル・アルバムのリマスター盤（CD）としての再リリースに際して、Vol.1とVol.2の複合盤『パスト・マスターズ』としてボックス・セット『ザ・ビートルズ BOX』に収録された。なお、1988年盤では「フロム・ミー・トゥ・ユー」と「サンキュー・ガール」の2曲がモノラル・ミックスで収録されていたが、2009年盤ではステレオ・ミックスに差し替えられている。また、同日に発売された『ザ・ビートルズ MONO BOX』には、本作のモノラル盤にあたる『モノ・マスターズ』が収録されている。
本作のアナログ盤が2012年11月12日に発売された。

## 収録内容
- 邦題の表記は、日本公式サイトに準拠[5]。
- 特記を除き、作詞作曲はレノン＝マッカートニーによるもの。

### パスト・マスターズ Vol.1
- 1962年から1965年までに発売されたシングルで活動期に発売されたアルバムには未収録となっていた11曲やEP盤『ロング・トール・サリー』に収録の4曲、ドイツで発売されたシングル2曲、キャピトル編集盤『ビートルズ VI』に収録の「バッド・ボーイ」を収録。
- 「ラヴ・ミー・ドゥ」は、1作目のイギリス盤オリジナル・アルバム『プリーズ・プリーズ・ミー』にも収録されているが、収録されたのはシングル第2盤から収録されている別テイクのものであるため、オリジナル・シングル・バージョンはアルバムには未収録となっていた。
- 「バッド・ボーイ」は、イギリスにおいて1966年に編集盤『オールディーズ』の収録曲として発表されたが、アメリカでの発売年（1965年）に準拠した曲順となっている。

| #         | タイトル                                                                                        | 作詞・作曲                                                             | リード・ボーカル                                         | 時間  |
| --------- | ----------------------------------------------------------------------------------------------- | ---------------------------------------------------------------------- | -------------------------------------------------------- | ----- |
| 1.        | 「ラヴ・ミー・ドゥ (オリジナル・シングル・ヴァージョン)」(Love Me Do (Original Single Version)) |                                                                        | ポール・マッカートニー ジョン・レノン                    | 2:24  |
| 2.        | 「フロム・ミー・トゥ・ユー」(From Me To You)                                                    |                                                                        | ジョン・レノン ポール・マッカートニー                    | 1:58  |
| 3.        | 「サンキュー・ガール」(Thank You Girl)                                                          |                                                                        | ジョン・レノン ポール・マッカートニー                    | 2:04  |
| 4.        | 「シー・ラヴズ・ユー」(She Loves You)                                                           |                                                                        | ジョン・レノン ポール・マッカートニー                    | 2:21  |
| 5.        | 「アイル・ゲット・ユー」(I'll Get You)                                                          |                                                                        | ジョン・レノン ポール・マッカートニー                    | 2:06  |
| 6.        | 「抱きしめたい」(I Want To Hold Your Hand)                                                      |                                                                        | ジョン・レノン ポール・マッカートニー                    | 2:27  |
| 7.        | 「ジス・ボーイ」(This Boy)                                                                      |                                                                        | ジョン・レノン ポール・マッカートニー ジョージ・ハリスン | 2:16  |
| 8.        | 「抱きしめたい（ドイツ語）」(Komm, Gib Mir Deine Hand)                                          | レノン＝マッカートニー＝ニコラス＝ヘルマー                             | ジョン・レノン ポール・マッカートニー                    | 2:27  |
| 9.        | 「シー・ラヴズ・ユー（ドイツ語）」(Sie Liebt Dich)                                              | レノン＝マッカートニー＝ニコラス＝ヘルマー                             | ジョン・レノン ポール・マッカートニー                    | 2:20  |
| 10.       | 「ロング・トール・サリー」(Long Tall Sally)                                                     | エノトリス・ジョンソン ロバート・ブラックウェル リチャード・ペニーマン | ポール・マッカートニー                                   | 2:03  |
| 11.       | 「アイ・コール・ユア・ネーム」(I Call Your Name)                                                |                                                                        | ジョン・レノン                                           | 2:09  |
| 12.       | 「スロウ・ダウン」(Slow Down)                                                                   | ラリー・ウィリアムズ                                                   | ジョン・レノン                                           | 2:56  |
| 13.       | 「マッチボックス」(Matchbox)                                                                    | カール・パーキンス                                                     | リンゴ・スター                                           | 1:59  |
| 14.       | 「アイ・フィール・ファイン」(I Feel Fine)                                                       |                                                                        | ジョン・レノン                                           | 2:20  |
| 15.       | 「シーズ・ア・ウーマン」(She's A Woman)                                                         |                                                                        | ポール・マッカートニー                                   | 3:03  |
| 16.       | 「バッド・ボーイ」(Bad Boy)                                                                     | ラリー・ウィリアムス                                                   | ジョン・レノン                                           | 2:21  |
| 17.       | 「イエス・イット・イズ」(Yes It Is)                                                             |                                                                        | ジョン・レノン ポール・マッカートニー ジョージ・ハリスン | 2:43  |
| 18.       | 「アイム・ダウン」(I'm Down)                                                                    |                                                                        | ポール・マッカートニー                                   | 2:32  |
| 合計時間: | 合計時間:                                                                                       | 合計時間:                                                              | 合計時間:                                                | 42:29 |

### パスト・マスターズ Vol.2
- 1965年から1970年に発売されたシングルで活動期に発売されたアルバムには未収録となっていた14曲とチャリティー盤に収録の「アクロス・ザ・ユニバース」が収録されている。
- 「アクロス・ザ・ユニバース」は、アルバム『レット・イット・ビー』にも収録されているが、こちらはフィル・スペクターのプロデュースによりリアレンジされた音源であるため、本作（CD作品としては）でビートルズ名義のアルバム初収録となる。
- 「ジ・インナー・ライト」のステレオ・ミックスは、本作が発売されるまでは1981年にリリースの『ザ・ビートルズ EPコレクション』でしか聴くことができなかった。

| #         | タイトル                                                                 | 作詞・作曲         | リード・ボーカル                      | 時間  |
| --------- | ------------------------------------------------------------------------ | ------------------ | ------------------------------------- | ----- |
| 1.        | 「デイ・トリッパー」(Day Tripper)                                        |                    | ジョン・レノン ポール・マッカートニー | 2:50  |
| 2.        | 「恋を抱きしめよう」(We Can Work It Out)                                 |                    | ポール・マッカートニー                | 2:16  |
| 3.        | 「ペイパーバック・ライター」(Paperback Writer)                           |                    | ポール・マッカートニー                | 2:19  |
| 4.        | 「レイン」(Rain)                                                         |                    | ジョン・レノン                        | 3:02  |
| 5.        | 「レディ・マドンナ」(Lady Madonna)                                       |                    | ポール・マッカートニー                | 2:18  |
| 6.        | 「ジ・インナー・ライト」(The Inner Light)                                | ジョージ・ハリスン | ジョージ・ハリスン                    | 2:37  |
| 7.        | 「ヘイ・ジュード」(Hey Jude)                                             |                    | ポール・マッカートニー                | 7:08  |
| 8.        | 「レボリューション」(Revolution)                                         |                    | ジョン・レノン                        | 3:25  |
| 9.        | 「ゲット・バック」(Get Back (with Billy Preston))                        |                    | ポール・マッカートニー                | 3:15  |
| 10.       | 「ドント・レット・ミー・ダウン」(Don't Let Me Down (with Billy Preston)) |                    | ジョン・レノン                        | 3:35  |
| 11.       | 「ジョンとヨーコのバラード」(The Ballad of John and Yoko)                |                    | ジョン・レノン                        | 3:00  |
| 12.       | 「オールド・ブラウン・シュー」(Old Brown Shoe)                           | ジョージ・ハリスン | ジョージ・ハリスン                    | 3:18  |
| 13.       | 「アクロス・ザ・ユニバース」(Across the Universe)                        |                    | ジョン・レノン                        | 3:49  |
| 14.       | 「レット・イット・ビー」(Let It Be (Single Version))                     |                    | ポール・マッカートニー                | 3:51  |
| 15.       | 「ユー・ノウ・マイ・ネーム」(You Know My Name (Look Up the Number))      |                    | ジョン・レノン ポール・マッカートニー | 4:19  |
| 合計時間: | 合計時間:                                                                | 合計時間:          | 合計時間:                             | 51:02 |

### LP盤
アナログA面
1. ラヴ・ミー・ドゥ(オリジナル・シングル・ヴァージョン)
2. フロム・ミー・トゥ・ユー
3. サンキュー・ガール
4. シー・ラヴズ・ユー
5. アイル・ゲット・ユー
6. 抱きしめたい
7. ジス・ボーイ
8. 抱きしめたい（ドイツ語）
9. シー・ラヴズ・ユー（ドイツ語）

アナログB面
1. ロング・トール・サリー
2. アイ・コール・ユア・ネーム
3. スロウ・ダウン
4. マッチボックス
5. アイ・フィール・ファイン
6. シーズ・ア・ウーマン
7. バッド・ボーイ
8. イエス・イット・イズ
9. アイム・ダウン

アナログC面
1. デイ・トリッパー
2. 恋を抱きしめよう
3. ペイパーバック・ライター
4. レイン
5. レディ・マドンナ
6. ジ・インナー・ライト
7. ヘイ・ジュード
8. レボリューション

アナログD面
1. ゲット・バック
2. ドント・レット・ミー・ダウン
3. ジョンとヨーコのバラード
4. オールド・ブラウン・シュー
5. アクロス・ザ・ユニバース
6. レット・イット・ビー
7. ユー・ノウ・マイ・ネーム

## チャート・認定

### チャート成績（パスト・マスターズ Vol.1）
| チャート (1988年)                  | 最高位 |
| ---------------------------------- | ------ |
| オーストラリア (Kent Music Report) | 79     |
| UK アルバムズ (OCC)                | 49     |
| US Billboard 200                   | 149    |

### 認定（パスト・マスターズ Vol.1）
| 国/地域                                             | 認定     | 認定/売上数 |
| --------------------------------------------------- | -------- | ----------- |
| アルゼンチン (CAPIF)                                | Gold     | 30,000^     |
| イギリス (BPI)                                      | Gold     | 100,000^    |
| アメリカ合衆国 (RIAA)                               | Platinum | 1,000,000^  |
| * 認定のみに基づく売上数 ^ 認定のみに基づく出荷枚数 |          |             |

### チャート成績（パスト・マスターズ Vol.2）
| チャート (1988年)                  | 最高位 |
| ---------------------------------- | ------ |
| オーストラリア (Kent Music Report) | 75     |
| UK アルバムズ (OCC)                | 46     |
| US Billboard 200                   | 121    |

### 認定（パスト・マスターズ Vol.2）
| 国/地域                                             | 認定     | 認定/売上数 |
| --------------------------------------------------- | -------- | ----------- |
| アルゼンチン (CAPIF)                                | Gold     | 30,000^     |
| イギリス (BPI)                                      | Gold     | 100,000^    |
| アメリカ合衆国 (RIAA)                               | Platinum | 1,000,000^  |
| * 認定のみに基づく売上数 ^ 認定のみに基づく出荷枚数 |          |             |

### チャート成績（パスト・マスターズ）
| チャート (2009年)                | 最高位 |
| -------------------------------- | ------ |
| オーストラリア (ARIA)            | 34     |
| オーストリア (Ö3 Austria)        | 40     |
| ベルギー (Ultratop Flanders)     | 53     |
| ベルギー (Ultratop Wallonia)     | 27     |
| ドイツ (Offizielle Top 100)      | 61     |
| イタリア (FIMI)                  | 47     |
| 日本 (オリコン)                  | 23     |
| オランダ (MegaCharts)            | 90     |
| ニュージーランド (RMNZ)          | 33     |
| ポルトガル (AFP)                 | 20     |
| スペイン (PROMUSICAE)            | 44     |
| スウェーデン (Sverigetopplistan) | 36     |
| スイス (Schweizer Hitparade)     | 47     |
| UK アルバムズ (OCC)              | 31     |

### 認定（パスト・マスターズ）
| 国/地域                                             | 認定 | 認定/売上数 |
| --------------------------------------------------- | ---- | ----------- |
| カナダ (Music Canada)                               | Gold | 40,000^     |
| * 認定のみに基づく売上数 ^ 認定のみに基づく出荷枚数 |      |             |